# Кастања (Кјети)
Кастања (итал. Castagna) је насеље у Италији у округу Кјети, региону Абруцо.
Према процени из 2011. у насељу је живело 22 становника. Насеље се налази на надморској висини од 320 м.